# Élections régionales de 1996 en Schleswig-Holstein
Les élections régionales de 1996 en Schleswig-Holstein (en allemand : Landtagswahl in Schleswig-Holstein 1996) se tiennent le 24 mars 1996, afin d'élire les 75 députés de la 14e législature du Landtag pour un mandat de quatre ans.
Le scrutin est marqué par la victoire du SPD de la Ministre-présidente Heide Simonis, qui perd cependant sa majorité absolue, acquise en 1988. Simonis parvient à se maintenir au pouvoir en formant une « coalition rouge-verte » avec les Grünen.

## Contexte
Aux élections régionales du 5 avril 1992, le SPD du ministre-président Björn Engholm conserve de justesse sa majorité absolue, acquise en 1992. Il cumule 46,2 % des voix et fait élire 45 députés sur 89, soit le minimum requis pour gouverner.
La CDU d'Ottfried Hennig, au pouvoir entre 1950 et 1988, reste la deuxième force politique du Land en réunissant 33,8 % des suffrages, ce qui lui accorde 32 élus. Elle est suivie par la DVU d'Ingo Stawitz, qui devient le second parti d'extrême droite à entrer au Landtag, avec 6,3 % des exprimés, ce qui lui donne six parlementaires. Elle devance ainsi le FDP de Wolfgang Kubicki, qui fait son retour dans l'enceinte parlementaire en rassemblant 5,6 % des voix, soit cinq sièges.
Engholm, président fédéral du SPD et candidat putatif à la chancellerie en octobre 1994, annonce le 3 mai 1993 qu'il démissionne de toutes ses fonctions et se retire de la vie politique. Cette décision est liée à l'aveu d'un mensonge : au cours de l'enquête parlementaire concernant l'affaire Barschel en 1988, il avait affirmé n'avoir été informé des machinations d'Uwe Barschel que le jour des révélations médiatiques, le 12 septembre 1987, or il a finalement admis avoir été mis au courant au moins une semaine avant. Le 19 mai 1993, la vice-ministre-présidente Heide Simonis lui succède, devenant ainsi la première femme de l'histoire allemande à diriger un gouvernement.

## Mode de scrutin
Le Landtag est constitué de 75 députés (en allemand : Mitglied des Landtags, MdL), élus pour une législature de quatre ans au suffrage universel direct et suivant le scrutin proportionnel d'Hondt.
Chaque électeur dispose d'une voix, qui compte double : elle lui permet de voter pour un candidat de sa circonscription, selon les modalités du scrutin uninominal majoritaire à un tour, le Land comptant un total de 45 circonscriptions ; elle est alors automatiquement attribuée au parti politique dont ce candidat est le représentant.
Lors du dépouillement, l'intégralité des 75 sièges est répartie en fonction des voix attribuées aux partis, à condition qu'un parti ait remporté 5 % des voix au niveau du Land. Cette limite ne s'applique pas à la Fédération des électeurs du Schleswig du Sud, qui représente les Danois d'Allemagne. Si un parti a remporté des mandats au scrutin uninominal, ses sièges sont d'abord pourvus par ceux-ci.
Dans le cas où un parti obtient plus de mandats au scrutin uninominal que la proportionnelle ne lui en attribue, la taille du Landtag est augmentée jusqu'à rétablir la proportionnalité.

## Campagne

### Principales forces
| Parti | Parti                                                                              | Chef de file                        | Résultats de 1992          |
| ----- | ---------------------------------------------------------------------------------- | ----------------------------------- | -------------------------- |
|       | Parti social-démocrate d'Allemagne Sozialdemokratische Partei Deutschlands         | Heide Simonis (Ministre-présidente) | 46,2 % des voix 45 députés |
|       | Union chrétienne-démocrate d'Allemagne Christlich Demokratische Union Deutschlands | Ottfried Hennig                     | 33,8 % des voix 32 députés |
|       | Union populaire allemande Deutsche Volksunion                                      | Renate Köhler                       | 6,3 % des voix 6 députés   |
|       | Parti libéral-démocrate Freie Demokratische Partei                                 | Wolfgang Kubicki                    | 5,6 % des voix 5 députés   |
|       | Fédération des électeurs du Schleswig du Sud Südschleswigscher Wählerverband       | Anke Spoorendonk                    | 1,9 % des voix 1 député    |

## Résultats

### Voix et sièges
| Parti                             | Parti                                              | Voix      | Voix  | Sièges | Sièges        | Sièges | Sièges | Sièges        |
| Parti                             | Parti                                              | Votes     | %     | MU1    | +/-           | Liste  | Total  | +/-           |
| --------------------------------- | -------------------------------------------------- | --------- | ----- | ------ | ------------- | ------ | ------ | ------------- |
|                                   | Parti social-démocrate d'Allemagne (SPD)           | 597 751   | 39,79 | 26     | 19            | 7      | 33     | 12            |
|                                   | Union chrétienne-démocrate d'Allemagne (CDU)       | 559 107   | 37,22 | 19     | 19            | 11     | 30     | 2             |
|                                   | Alliance 90 / Les Verts (Grünen)                   | 121 939   | 8,12  | 0      | en stagnation | 6      | 6      | 6             |
|                                   | Parti libéral-démocrate (FDP)                      | 86 227    | 5,74  | 0      | en stagnation | 4      | 4      | 1             |
|                                   | Union populaire allemande (DVU)                    | 64 335    | 4,28  | 0      | en stagnation | 0      | 0      | 6             |
|                                   | Fédération des électeurs du Schleswig du Sud (SSW) | 38 285    | 2,55  | 0      | en stagnation | 2      | 2      | 1             |
|                                   | Autres                                             | 34 444    | 2,31  | 0      | en stagnation | 0      | 0      | en stagnation |
|                                   |                                                    |           |       |        |               |        |        |               |
| Votes valides                     | Votes valides                                      | 1 502 088 | 99,17 |        |               |        |        |               |
| Votes blancs et nuls              | Votes blancs et nuls                               | 14 221    | 0,83  |        |               |        |        |               |
| Total                             | Total                                              | 1 516 309 | 100   | 45     | en stagnation | 30     | 75     | 14            |
| Abstentions                       | Abstentions                                        | 596 213   | 28,22 |        |               |        |        |               |
| Nombre d'inscrits / participation | Nombre d'inscrits / participation                  | 2 112 522 | 71,78 |        |               |        |        |               |